# Myrmecophilus hebardi
Myrmecophilus hebardi is een rechtvleugelig insect uit de familie mierenkrekels (Myrmecophilidae). De wetenschappelijke naam van deze soort is voor het eerst geldig gepubliceerd in 1920 door Mann.